# Pyrinia lebonaria
Pyrinia lebonaria är en fjärilsart som beskrevs av Walker 1860. Pyrinia lebonaria ingår i släktet Pyrinia och familjen mätare. Inga underarter finns listade.